# 호암미술관
호암미술관(湖巖美術館) 은 대한민국 경기도 용인시 처인구 포곡읍 에버랜드로 562번길 38에 있는 미술관이다. 삼성그룹의 창업자인 이병철이 수집한 미술품들이 전시되어 있으며, 1982년 4월 22일 개관했다.

## 같이 보기
- 리움미술관
- 호암상
- 호암재단